# Aleksandr Dolgov
Aleksandr Vladimirovič Dolgov (in russo Александр Владимирович Долгов?; Voronež, 24 settembre 1998) è un calciatore russo, attaccante dell'Enisej.

## Caratteristiche tecniche
È un centravanti.

## Carriera

### Club
Cresciuto nel settore giovanile della Lokomotiv Mosca, ha esordito fra i professionisti l'11 agosto 2017 disputando con il Kazanka Mosca l'incontro di Pervenstvo Professional'noj Futbol'noj Ligi vinto 1-0 contro il Kolomna.

### Nazionale
Ha giocato nella nazionale russa Under-20.